# 広井町
広井町（ひろいちょう）は、名古屋市中村区・西区にかつて存在した町名。

## 歴史

### 町名の由来
江戸期の愛知郡広井村を前身とする。湿地を意味する「泥江」が「広江」を経て、「広井」と転訛したものという。また天野信景は『塩尻』の中で、「泥」をこの地域で俗に「べろ」と読むので「泥江」（べろえ）が転じて「広井」になったという説を挙げている。
平安末期成立の『尾張国内神名帳』（甚目本）に「従三位 泥江縣天神」とあるのが古い。泥江縣神社には、「広江」と書かれた古い裁判状や永禄四年（1561年）の「禰宜三郎大夫 弘井惣檀那」と書かれた棟札を所蔵していたという。

### 行政区画の変遷
- 1889年（明治22年）10月1日 - 愛知郡広井村が合併に伴い、同郡那古野村大字広井となる[2]。
- 1898年（明治31年）8月22日 - 名古屋市編入に伴い、同市広井となる[2]。
- 1901年（明治34年）4月17日 - 名古屋市広井は、米屋町・上笹島町・島崎町・堀内町・志摩町・下笹島町・下広井町・笹島町および広井町に編入され消滅[2]。
- 1908年（明治41年）4月1日 - 名古屋市広井町は西区編入に伴い、同区広井町となる[2]。
- 1939年（昭和14年）7月15日 - 則武町の一部を編入する[2]。
- 1944年（昭和19年）2月11日 - 西区広井町は中村区編入に伴い、同区広井町となる[2]。
- 1977年（昭和52年）10月23日 - 名駅一丁目・名駅二丁目・名駅三丁目・名駅四丁目・牛島町にそれぞれ編入され、消滅[2]。